# Abel Kiviat
Abel Richard Kiviat (Nova York, 23 de junho de 1892 – Lakehurst, 24 de agosto de 1991) foi um corredor de meio-fundo e campeão olímpico norte-americano.
Em junho de 1912 estabeleceu um recorde mundial para os 1500 metros – 3:55.8 – em Cambridge, Massachusetts. Num espaço de 15 dias, quebrou três vezes a marca; na terceira tentativa, correu em frente ao estádio lotado por 15 mil espectadores da Universidade de Harvard.
Participou dos Jogos de Estocolmo 1912, onde ganhou a medalha de ouro integrando a equipe que disputou os 3000 metros por equipe, junto com Tell Berna, Norman Taber, George Bonhag e Louis Scott. Também correu os 1500 m, prova em que era recordista mundial, e ficou com a medalha de prata, depois da necessidade do uso do photofinish para decidir quem tinha chegado em segundo lugar entre ele e seu compatriota Norma Taber. Esta foi a primeira vez que este recurso eletrônico foi usado nos Jogos.
Abel também competiu em outro esporte, participando do primeiro torneio de exibição do beisebol nos Jogos Olímpicos. Durante a viagem de navio para Estocolmo, ele foi companheiro de cabine de Jim Thorpe, campeão do pentatlo e do decatlo em Estocolmo cuja saga olímpica tornou-se posteriormente tema de livros e filmes.
Ao morrer, em 1991, aos 99 anos, de câncer de próstata, era então o mais velho campeão olímpico norte-americano ainda vivo.